# Bubble Pop!
Bubble Pop! là mini album đầu tay của nữ ca sĩ Hàn Quốc HyunA, thành viên nhóm nhạc nữ 4Minute. Mini album được phát hành vào ngày 5 tháng 7 năm 2011. Video ca nhạc của ca khúc "Bubble Pop!" đã thu hút đến hơn 8 triệu lượt người xem trên Youtube sau 2 tuần. Ca khúc mới có background trong sáng cùng điệu nhảy vui tươi phù hợp với mùa hè. Đây cũng là mốc dánh dấu sự trưởng thành của cô. Tuy nhiên làn da nâu mới của cô cũng gây không ít ồn ào.

## Phát hành
Trước đó, ngày 29 tháng 6 năm 2011, "A Bitter Day" có sự góp giọng của G.NA được phát hành trên trang các web âm nhạc dưới dạng đĩa đơn kỹ thuật số. Ngay sau đó, ca khúc này đã nhanh chóng leo lên các bảng xếp hạng.
"Bubble Pop!" được Cube Entertainment mô tả là "Bài hát này rất thích hợp cho việc thưởng thức trong mùa hè. Nó có một điệp khúc gây nghiện với một giai điệu và hiệu ứng âm thanh đặc biệt ".

## Video ca nhạc
Sau khi phát hành teaser cho Bubble Pop!, video âm nhạc đầy đủ sau đó đã được phát hành trên YouTube vào ngày 5 tháng 7 năm 2011, video này còn có sự góp mặt của Lee Joon, thành viên nhóm MBLAQ.

## Chương trình quảng bá
HyunA bắt đầu quảng bá cho ca khúc chủ đề "Bubble Pop!" trên các sân khấu âm nhạc hàng tuần là tại Music Bank vào ngày 8 tháng 7. Trước đó, cô đã biểu diễn tại "Mnet 20's Choice Awards" vào ngày 7 tháng 7.

## Danh sách ca khúc
| Danh sách ca khúc chính thức trong mini album | Danh sách ca khúc chính thức trong mini album       | Danh sách ca khúc chính thức trong mini album | Danh sách ca khúc chính thức trong mini album | Danh sách ca khúc chính thức trong mini album |
| STT                                           | Nhan đề                                             | Phổ lời                                       | Phổ nhạc                                      | Thời lượng                                    |
| --------------------------------------------- | --------------------------------------------------- | --------------------------------------------- | --------------------------------------------- | --------------------------------------------- |
| 1.                                            | "Attention"                                         | Beomi, Nangi                                  | Beomi, Nangi                                  | 1:26                                          |
| 2.                                            | "Bubble Pop!"                                       | Shinsadong Tiger, Choi Kyu-sung               | Shinsadong Tiger, Choi Kyu-sung               | 3:32                                          |
| 3.                                            | "Downtown" (Feat. Jiyoon from 4minute)              | Shinsadong Tiger, Choi Kyu-sung               | Shinsadong Tiger, Choi Kyu-sung               | 3:23                                          |
| 4.                                            | "A Bitter Day" (Hát với G.NA & Jun Hyung của Beast) | Choi Kyu-sung, Yong Jun Hyung                 | Choi Kyu-sung                                 | 3:47                                          |
| 5.                                            | "Just Follow" (Hát với Dok2)                        | DOK2                                          | DOK2                                          | 3:25                                          |
| Tổng thời lượng:                              | Tổng thời lượng:                                    | Tổng thời lượng:                              | Tổng thời lượng:                              | 15:34                                         |

## Xếp hạng của các ca khúc trong album
| "A Bitter Day" | 10 |
| "Bubble Pop!"  | 11 |

## Lịch sử phát hành
| Nước     | Ngày               | Định dạng | Hãng đĩa           |
| -------- | ------------------ | --------- | ------------------ |
| Hàn Quốc | 5 tháng 7 năm 2011 | CD        | Cube Entertainment |